# 圣佩尔马克昂普莱
圣佩尔马克昂普莱（法語：Saint-Père-Marc-en-Poulet，法語發音：[sɛ̃ pɛʁ maʁk ɑ̃ pulɛ]；2018年之前名为圣佩尔 (Saint-Père)）是法国伊勒-维莱讷省的一个市镇，属于圣马洛区。

## 地理
圣佩尔马克昂普莱（48°35'16"N, 1°55'26"W）面积19.74 平方千米，位于法国布列塔尼大區伊勒-维莱讷省，该省份为法国西北部沿海省份，位于布列塔尼半岛东部，北濒大西洋，西接阿摩尔滨海省和莫尔比昂省，南至大西洋卢瓦尔省，西南端接曼恩-卢瓦尔省，东临马耶讷省，东北与芒什省接壤。
与圣佩尔马克昂普莱接壤的市镇（或旧市镇、城区）包括：圣梅卢瓦德松德、伊勒-维莱讷新堡、拉古埃尼耶尔、米尼亚克莫旺、圣叙利亚克、拉维尔埃斯诺奈、圣吉努、圣茹昂德盖雷。
圣佩尔马克昂普莱的时区为UTC+01:00、UTC+02:00（夏令时）。

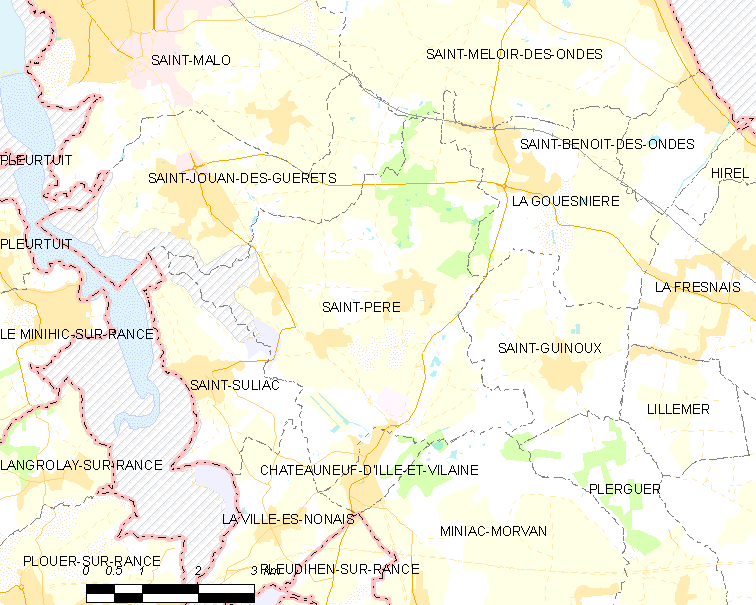
圣佩尔马克昂普莱的OSM定位图

## 行政
圣佩尔马克昂普莱的邮政编码为35430，INSEE市镇编码为35306。

## 政治
圣佩尔马克昂普莱所属的省级选区为布列塔尼地区多勒县。

## 人口

1962-2008年间圣佩尔马克昂普莱人口变化图示

圣佩尔马克昂普莱于2022年1月1日时的人口数量为2399人。